# Phyllothemis
Genre
Phyllothemis est un genre dans la famille des Libellulidae appartenant au sous-ordre des anisoptères dans l'ordre des odonates. Il comprend deux espèces.

## Espèces du genrePhyllothemis
- Phyllothemis eltoni Fraser, 1935
- Phyllothemis raymondi Lieftinck, 1950